# Vinylidène
En chimie, les vinylidènes sont des composés avec le groupe fonctionnel =C=CH2 ou >C=CH2. Un exemple est le 1,1-dichloroéthène (CCl2=CH2) communément appelé « chlorure de vinylidène ». Celui-ci et le fluorure de vinylidène sont des précurseurs de polymères commercialement utiles.

## Monomères et polymères
Le chlorure et le fluorure de vinylidène peuvent être convertis en polymères linéaires chlorure de polyvinylidène (PVDC) et fluorure de polyvinylidène (PVDF). La réaction de polymérisation est :
n CH2=CX2 → (CH2-CX2)n.
Ces polymères de vinylidène sont isomères avec ceux produits à partir de monomères de vinylène. Ainsi du fluorure de polyvinylène est produit à partir de fluorure de vinylène (HFC=CHF).

## Complexes de vinylidène

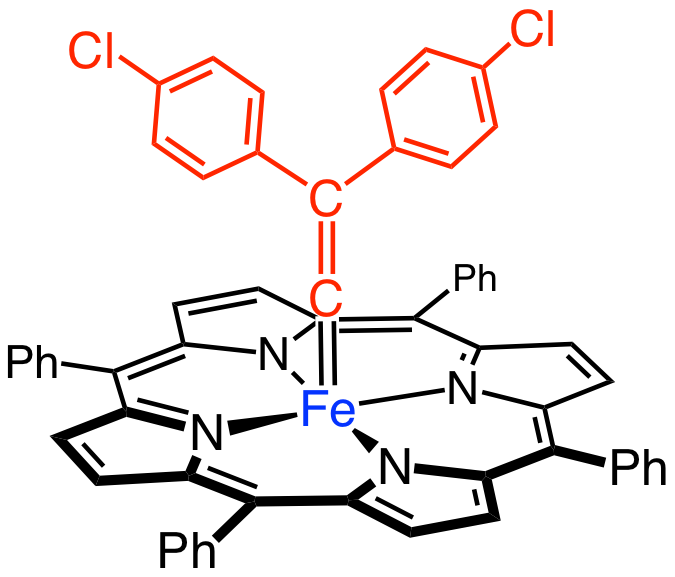
Structure du complexe vinylidène dérivé du DDT Fe(TPP)C_{2}(C_{6}H_{4}Cl)_{2}, l'un des nombreux complexes carbénoïdes de fer préparés par Mansuy (TPP : base conjuguée de tétraphénylporphyrine).

Bien que les vinylidènes ne soient que des espèces transitoires, on les trouve comme ligands en chimie organométallique. Ils surviennent généralement par la protonation d'acétylures métalliques ou par la réaction d'électrophiles métalliques avec des alcynes terminaux. Le complexe chloro(cyclopentadiényl)bis(triphénylphosphine)ruthénium forme facilement de tels complexes :
CpRu(PPh3)2Cl + RC2H + KPF6 → [CpRu(PPh3)2(=C=C(H)Ph]PF6 + KCl.

## Existence en phase gazeuse des vinylidènes
Dotés de carbone divalent, les vinylidènes sont des espèces inhabituelles en chimie organique. Ils sont instables sous forme de solides ou de liquides mais peuvent être générés sous forme de gaz dilués stables. Le membre parent de cette série est le méthylidènecarbène. De formule C=CH2, c'est un carbène.

## Nomenclature de l'UICPA
Dans la nomenclature de l'UICPA, 1,1-ethenediyl décrit la connectivité >C=CH2. Les éthénylidènes apparentés ont la connectivité =C=CH2.